# Principado de Hutt River
El Principado de Hutt River fue la primera micronación de Australia. Reclamó ser un estado soberano independiente y haber adquirido estado legal el 21 de abril de 1970, a pesar de que nunca fue reconocido ni por Australia ni por otras naciones. Se localizaba a 517 km al norte de Perth, próximo a la localidad de Northampton en el estado de Australia Occidental.
Fue fundado el 21 de abril de 1970 por Leonard George Casley (n. 28 de agosto de 1925-f. 13 de febrero de 2019), cuando él y sus asociados proclamaron la secesión del estado de Australia Occidental. Casley tomó posteriormente el título de «Príncipe Leonardo I» y su esposa Shirley Joy Casley (n. 19 de julio de 1928-f. 7 de julio de 2013) fue nombrada la «Princesa Shirley».
El 3 de agosto de 2020 el Principado de Hutt River anunció su desaparición y reincorporación a Australia como resultado de la crisis económica causada por la pandemia de COVID-19.

## Historia

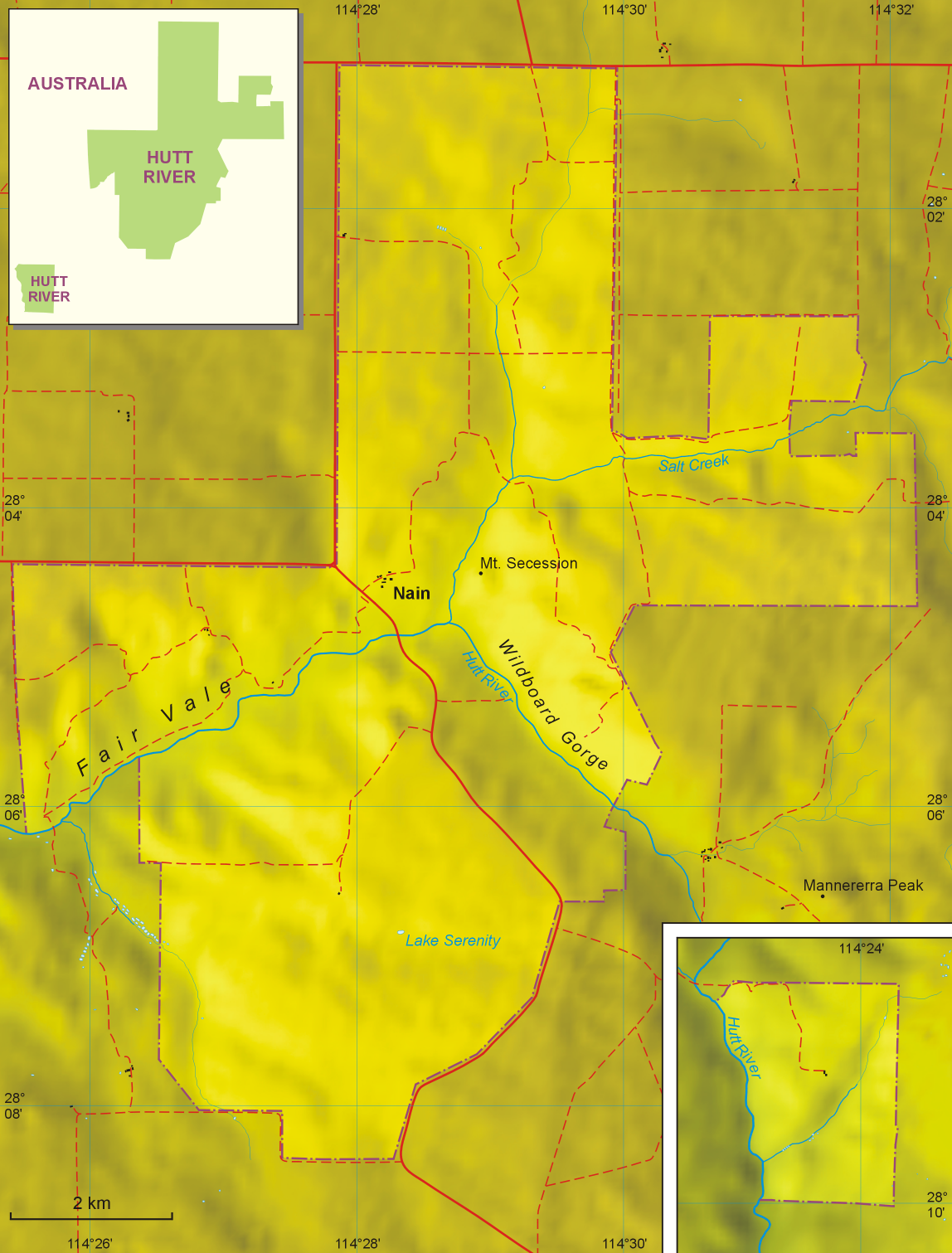
Mapa del Principado de Hutt River.

El estado fue creado en 1969 como una provincia, en respuesta a una disputa con el gobierno australiano por una ley de cuotas de producción de trigo. Inicialmente las cinco familias que poseían granjas en Hutt River se unieron para combatir esta ley, sin embargo tras varios intentos por derogar la ley, Casley recurrió a una antigua ley británica (la Treason Act, de 1495) que les ayudaría a separarse y declarar la independencia del estado australiano, aunque Casley se mantiene leal a la reina Isabel II.
El gobierno de Australia Occidental determinó que no podía hacer nada sin la intervención del gobierno federal, el gobernador general después dijo que era inconstitucional intervenir en la secesión. En una correspondencia con el gobernador general, sin querer una carta fue dirigida a Casley como «Administrador de la Provincia de Hutt River» que bajo una prerrogativa real hace de este reconocimiento vinculante en todas las cortes. Tras la amenaza de ser perseguido en la corte, Casley comenzó el uso del título de «Príncipe de Hutt River» para aprovecharse de una ley de la Mancomunidad de Australia que dice que un monarca no podrá ser enjuiciado y que aquel que interfiera con sus labores será acusado de traición. Bajo la ley el gobierno de Australia tuvo 2 años para responder a la declaración de independencia, al no responder le dio al principado estatus legal de facto el 21 de abril de 1972.
En 1976 el servicio de correos de Australia rehusó manejar la correspondencia de Hutt River, lo que forzó a que el correo fuera redirigido vía Canadá. Después de varias demandas del servicio de impuestos para cobrar, días después el servicio de correo fue restaurado y los pedidos de cobro de impuestos cesaron.
La agencia de impuestos de Australia catalogaba a los habitantes de Hutt River como no-residentes en Australia para cobro de impuestos; así que los ingresos obtenidos en el principado de Hutt River están exentos del cobro de impuestos. El principado cobra su propia tarifa del 0,5 % en transacciones financieras por compañías extranjeras registradas en el principado y cuentas personales.
Como varias micronaciones, dependía del turismo y la venta de recuerdos, también tenían ganadería y agricultura.
En febrero de 2017, Leonardo I abdicó el trono en su hijo Graeme Casley (n. 1957), convirtiéndose en el «Príncipe Graeme I».
En enero de 2020 el Principado de Hutt River anunció que cerraba sus fronteras hasta nuevo aviso debido a una crisis económica. Con las fronteras cerradas, vino la pandemia del Covid-19, que imposibilitó reabrir las fronteras, y finalmente se tomó la decisión de reincorporar la micronación a Australia, lo cual fue informado mediante correo electrónico a sus ciudadanos y simpatizantes.
Se anunció que las tierras del país se venderían para pagar la deuda en impuestos que el gobierno de Australia exigía.

## Geografía
Tenía un área de 75 km². Su población era de apenas 60 habitantes, lo que significaba una densidad demográfica de 0,8 hab/km². La moneda del territorio era el dólar de Hutt River, cuya producción se detuvo al desaparecer el país. Las lenguas más habladas eran el inglés, francés y esperanto. Debido a que contó con extranjeros nacionalizados, la población de este principado llegó a ser de más de 20 000 ciudadanos (a diciembre de 2009). También contaron con sus propias matrículas.